# Urnisa
Urnisa is een geslacht van rechtvleugeligen uit de familie veldsprinkhanen (Acrididae). De wetenschappelijke naam van dit geslacht is voor het eerst geldig gepubliceerd in 1861 door Stål.

## Soorten
Het geslacht Urnisa omvat de volgende soorten:
- Urnisa erythrocnemis Stål, 1861
- Urnisa guttulosa Walker, 1870
- Urnisa rugosa Saussure, 1884